# Sándor Alvinczy
Sándor Alvinczy (n. 16 aprilie 1852 Nagykikinda-d. 16 decembrie 1925,  Budapesta) a fost un scriitor, ziarist și eseist maghiar.